# James Wood (auteur-compositeur)
Pour les articles homonymes, voir Wood et James Wood.
 (août 2022).
La mise en forme du texte ne suit pas les recommandations de Wikipédia : il faut le « wikifier ».
Les points d'amélioration suivants sont les cas les plus fréquents. Le détail des points à revoir est peut-être précisé sur la page de discussion.
- Les titres sont pré-formatés par le logiciel. Ils ne sont ni en capitales, ni en gras.
- Le texte ne doit pas être écrit en capitales (les noms de famille non plus), ni en gras, ni en italique, ni en « petit »…
- Le gras n'est utilisé que pour surligner le titre de l'article dans l'introduction, une seule fois.
- L'italique est rarement utilisé : mots en langue étrangère, titres d'œuvres, noms de bateaux, etc.
- Les citations ne sont pas en italique mais en corps de texte normal. Elles sont entourées par des guillemets français : « et ».
- Les listes à puces sont à éviter, des paragraphes rédigés étant largement préférés. Les tableaux sont à réserver à la présentation de données structurées (résultats, etc.).
- Les appels de note de bas de page (petits chiffres en exposant, introduits par l'outil «  Source ») sont à placer entre la fin de phrase et le point final[comme ça].
- Les liens internes (vers d'autres articles de Wikipédia) sont à choisir avec parcimonie. Créez des liens vers des articles approfondissant le sujet. Les termes génériques sans rapport avec le sujet sont à éviter, ainsi que les répétitions de liens vers un même terme.
- Les liens externes sont à placer uniquement dans une section « Liens externes », à la fin de l'article. Ces liens sont à choisir avec parcimonie suivant les règles définies. Si un lien sert de source à l'article, son insertion dans le texte est à faire par les notes de bas de page.
- La présentation des références doit suivre les conventions bibliographiques. Il est recommandé d'utiliser les modèles {{Ouvrage}}, {{Chapitre}}, {{Article}}, {{Lien web}} et/ou {{Bibliographie}}. Le mode d'édition visuel peut mettre en forme automatiquement les références.
- Insérer une infobox (cadre d'informations à droite) n'est pas obligatoire pour parachever la mise en page.

Pour une aide détaillée, merci de consulter Aide:Wikification.
Si vous pensez que ces points ont été résolus, vous pouvez retirer ce bandeau et améliorer la mise en forme d'un autre article.
James Robert Duncan Wood, est un musicien, auteur-compositeur-interprète et ingénieur du son britannique. Il est apparu sur plus de 35 albums notamment la trilogie Excalibur, Gaïa et Anne de Bretagne d'Alan Simon, Celtic Wings et Behind the Pics de Pat O'May et Again d'Alan Stivell.

## Discographie
- Caradec (les Productions du Sheriff, 1992) Alan Simon
- Again (Keltia III / Disques Dreyfus) Alan Stivell
- Le Petit Arthur (Polygram, 1995) Alan Simon Co-writer
- Pas Facile de Rester Tranquille (1995) Bouskidou - Co-writer, bass and vocals
- Le Monde et Moi (Pomme Music, 1995 ) Les Pénibles - Bass and vocals
- Les Enfants du Futur (Walt Disney, 1996) Alan Simon Co-writer, acoustic guitar
- Dingue de Rock (Walt Disney, 1998) Bouskidou - Co-writer, bass and vocals
- Excalibur, La Légende des Celtes (Sony Music, 1999) Alan Simon Co-writer/author, acoustic guitar, backing vocals.
- Un Jour Discret (1999) Christophe Lowy - Bass
- Excalibur, Le Concert Mythique (Epic, 2000) Alan Simon
- Gaïa (Isis Music, 2003) Alan Simon
- Galileo's Apology (Matty Grooves, 2006) Dave Pegg & PJ Wright
- Bitibak (2006) Simon Nwambeben - Recording
- Le Coup d'Blues (2006) Couton & Fischer - Recording
- Excalibur II, L'Anneau des Celtes (EMI, 2007) Alan Simon
- A Box of Pegg's (Matty Grooves, 2007) Dave Pegg compilation
- Fame and Glory (Matty Grooves, 2008) Fairport Convention
- Déboires Domestiques (2008) L'Oreille Croquée - Sound engineer, electric guitar, keyboards, backing vocals.
- Bi Polaire (2008) Bruno Cattoni
- Anne de Bretagne (Babaïka Productions, 2009) Alan Simon
- This Side Up (White Vinyl, 2009) The Architects of Misfortune
- Come What May (2009) Leo Seeger[4],[5] - Recording & mix, acoustic & electric guitar, bass, keyboards, backing vocals, percussion.
- Anne de Bretagne (Live au Chäteau des Ducs de Bretagne) (Babaïka Productions, 2010) Alan Simon
- Words (2011) Leo Seeger
- Elliott Candle (2011) Roman Electric Band
- Excalibur III, (The Origins) (Babaïka Productions, 2012) Alan Simon Celtic Wings (Keltia Musique, 2012) Pat O'May
- Excalibur, Live à Brocéliande (Pathé, 2012) Alan Simon
- Solar Rust (2013) Leo Seeger
- When the High Goes Down (2013) Roman Electric Band[6]
- Bruno Cattoni (2013) Bruno Cattoni
- Behind the Pics (Keltia Musique, 2014) Pat O'May
- Myths and Heroes (en)[7] (Matty Grooves, 2015) Fairport Convention - Weightless
- Let's Make the Circle Bigger (2016) Roman Electric Band
- Gaume (2016) Gaume
- The Last Journey (2016) James Wood - Weightless
- Tales From the Bottom of our Garden (2017) Rosemary & the Brainless Idols[8]
- One Night in Breizh Land (Coop Breizh, 2018) Pat O'May
- Human Kelt (Keltia III, 2018) Alan Stivell
- Shuffle and Go (en) (Matty Grooves, 2020) Fairport Convention (Cider Rain)
- The Heights of Improbable (2020) Teegarden - Cider Rain / Quite Improbable / Relatively Speaking / Islands / Pumpkinland
- Primrose Sky (2022) Teegarden

## Liens Externes
Site officiel
YouTube